# ArchBang
ArchBang Linux 是一個簡易輕量的滚动更新Linux发行版，基於最小化的 Arch Linux ，並使用 Openbox 作為視窗管理器。ArchBang 特別適合用於需要高性能表現的老舊或低階硬體上。ArchBang 的目標是提供一個簡易的、基於 Arch Linux、且可開箱即用的 Linux發行版，並且提供了預先設定好的 Openbox 桌面套裝，其堅守著 Arch 哲學。
ArchBang 也被推薦給那些曾安裝過 Arch Linux 但卻不想在其他電腦上進行繁瑣的安裝步驟的人，做為一種快速的安裝方式。

## 歷史
受到 CrunchBang Linux 所啟發，ArchBang 一開始只是 Willensky Aristide（又被稱作 Will X TrEmE ）在 CrunchBang Linux 論壇上的一個構想。Aristide 想要一個滾動更新並使用 Openbox 的 Crunchbang。Arch Linux 提供了一個輕量且自訂性強的選擇。受到 CrunchBang 社群的鼓勵及幫忙，再加上一個額外的開發者，Pritam Dasgupta（又被稱作sHyLoCk），此專案逐漸成形。其目標是讓 Arch Linux 看起來像是 CrunchBang。 
2012年4月16日，專案選出了一個新的領導人，Stan McLaren。

## 安裝
ArchBang 同時提供了 x86-64 架構的 .iso 映像檔供 Live CD 及安裝使用，也可以安裝在闪存盘上。ArchBang 的 Live CD 被設計成可以讓使用者在安裝前可以先測試作業系統。
ArchBang 帶有修改過的 Arch Linux 圖形安裝指令稿，同時也提供了一個簡單、容易了解、循序漸進的安裝指南。

## 外部連結
- 官方網站（页面存档备份，存于）